# Đại học Thương mại Thế giới
Đại học Thương mại Thế giới là một trường đại học tư thục thất bại ở British Columbia, Canada.  Mở cửa vào năm 2001, trường đại học đã rút đơn xin cấp bằng vào năm 2008  và "vẫn chưa mở cửa trở lại".
Trường đại học được tạo ra thông qua dự luật của một thành viên tư nhân của chính phủ British Columbia. Một hành động mà Liên đoàn các Khoa của Đại học BC (CUFABC) đang yêu cầu được hủy bỏ.
Chính phủ British Columbia  mô tả "nhầm" trường đại học là một "cơ chế của Liên Hợp Quốc", và trang web của trường đại học đã gỡ bỏ logo của Ngân hàng Thế giới và Liên hợp quốc sau khi các tổ chức này phủ nhận rằng có quan hệ đối tác với trường đại học.  Trường đại học tọa lạc tại một căn cứ quân sự cũ, CFB Chilliwack, được cải tạo với chi phí 1 triệu đô la được chi trả bởi thành phố.
Một bài báo tháng 8 năm 2008 trên Bưu chính Quốc gia đã kết luận rằng câu chuyện của tổ chức này "phản ánh không tốt về chính phủ BC".